# Université Alexandru-Ioan-Cuza de Iași
L'université Alexandru-Ioan-Cuza de Iași (en roumain : Universitatea « Alexandru Ioan Cuza » din Iași) est une université publique située à Iași, en Roumanie. Ouverte en 1860, elle fut la première institution de ce type dans les principautés danubiennes.
L'université est composée de 15 facultés (Histoire, Droit, Économie et Administration, Philosophie, Lettres, Mathématiques, Informatique, Physique, Chimie, Biologie, Pédagogie, Géographie, Théologie orthodoxe, Théologie catholique et Sport), et compte plus de 38 000 étudiants. L'actuel recteur est le professeur Tudorel Toader.
Le campus de Iași est situé dans la partie nord de la ville, sur la colline de Copou. Le bâtiment principal de l'université a été construit en 1896 et a été agrandi dans les années 1930.
L'université participe aux échanges universitaires européens du Réseau d'Utrecht et du Groupe de Coimbra.

## Histoire
L'université a été créée par un décret de 1860 du Domnitor Alexandre Jean Cuza, en vertu duquel l'ancienne Académie Mihăileană a été convertie en une université.
Corneliu Codreanu a été un étudiant de Iași, jusqu'à son expulsion en 1922. En juin 1923, les mauvaises conditions de travail des étudiants à l'université et à la modification de l'article 7 de la nouvelle Constitution roumaine pour permettre à des immigrants, y compris juifs, d'acquérir la citoyenneté ont conduit à des grèves d'étudiants à travers toute la Roumanie. 
La Ligue nationale de défense chrétienne, fondée par Codreanu et Alexandre Jean Cuza, a pris d'assaut  l'université et y a déployé un drapeau à croix gammée au-dessus de l'entrée. Ces événements ont été l'objet d'une enquête approfondie menée par une commission dirigée par le recteur Traian Bratu et les professeurs Constantin Rădulescu-Motru et Nicolae Basilescu.

## Professeurs notables du passé et du présent
| - Petre Andrei - Vasile Arvinte - Viorel Barbu - Simion Bărnuțiu - Odette Blumenfeld - Traian Bratu - Dimitrie Brândză - Jean Cantacuzène - Nicolae Culianu, doyen de la Faculté des sciences et recteur - Alexandre Jean Cuza - Nicolae Dașcovici |  | - Emil Dumea - Alexandru Gafton - Tahsin Gemil - Dimitrie Gusti - Dragomir Hurmuzescu - Iorgu Iordan - Nicolae Iorga - Gheorghe Ivănescu - Leon Sculy Logothetides - Titu Maiorescu |  | - Grigore Moisil - Vera Myller - Dumitru Oprea - Constantin Ion Parhon - Ion Petrovici - Alexandru Philippide - Luca Pițu - Alexandru-Florin Platon - Dimitrie Pompeiu - Constantin Stere - Simion Stoilow |  | - Mihai Răzvan Ungureanu - Alexandru Dimitrie Xenopol - Alexandru Zub |

## Étudiants célèbres
| - Sorin Antohi - Teoctist Arăpașu - Sabin Bălașa - Corneliu Codreanu - Gabriela Crețu - Benjamin Fondane - Dimitrie Gusti |  | - Nicolae Iorga - Traian Lalescu - Nicolae Malaxa - Cristian Mungiu - Gheorghe Nichita - George Pruteanu - Raluca Ripan - Gheorghe Spacu - Daniel Tataru |  | - Isaac Jacob Schoenberg - Marin Sorescu - Constantin Stere - Mihai Răzvan Ungureanu - Gheorghe Vrânceanu - Alexandru Zub |